# الريوم (حفاش)

تعديل مصدري - تعديل

الريوم هي إحدى قرى عزلة بني أسعد بمديرية حفاش التابعة لمحافظة المحويت، بلغ تعداد سكانها 253 نسمة حسب تعداد اليمن لعام 2004.